# イーヴァルディ
イーヴァルディ（古ノルド語：Ívaldi、「大力無双の者」の意）は、北欧神話に登場する小人（ドヴェルグ）の一人。
イーヴァルディは鍛冶屋であり、その息子たちによってシヴの髪、スキーズブラズニル、グングニル、といった宝物が作り出されたという。これらの宝物は、ロキがシヴの美しい髪を切ってしまったことを発端とし、その代わりになるものとしてロキが作らせたものである。この神話ではこの後、ロキが同じくドヴェルグであるブロック・エイトリ兄弟と賭けを行い、兄弟によって別の宝物（グリンブルスティ、ドラウプニル、ミョルニル）が生み出されることとなる。
このいきさつは『スノッリのエッダ』第2部『詩語法』に詳しいが、他に、同第1部『ギュルヴィたぶらかし』第43章、『古エッダ』の『グリームニルの言葉』第43節において、「イーヴァルディの子らがスキーズブラズニルを作った」という趣旨で簡単に説明されている。
別のエッダ詩『オージンのワタリガラスの呪文歌』第6節では、「イーヴァルディの年長の方の子供たちの中で、最も若き者」として、イズン (Iðunn, Iþunn) という名のアールヴが紹介されている。この詩を英語に訳したエイモス・サイモン・コトルは訳注で、ブラギの妻である女神イズンとは違う存在であると注記している。